# Catherine Clezardin
Catherine Clezardin, coniugata Bass (Montluçon, 12 febbraio 1962), è un'ex cestista francese.

## Carriera
Con la Francia ha disputato i Campionati europei del 1985.